# 刘蔼年
刘蔼年，中国著名眼科医生暨教授，武汉大学校友。

## 生平
1949年毕业于国立武汉大学医学院，五十年代在武汉中南同济医学院第一附属医院眼科当医师，同时以助教身份从事医学教学。1966年调到中南同济医学院第二附属医院（现为武汉同济医院）协助组建眼科。曾任解放军海军总医院眼科主任。

## 家庭
- 丈夫：董辅礽，经济学泰斗
- 女儿：董欣年，美国分子生物学、植物生理学家。杜克大学生物学系教授、美国文理科学院院士、美国科学院院士。
- 女婿：王小凡，历任杜克大学生物系助理教授、药理系副教授、教授。
- 儿子：董欣中，美国约翰霍普金斯大学神经生物学教授。